# Tschammerpokal 1935

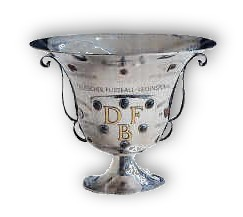
Der Tschammerpokal 1935–1944

Mit dem Tschammerpokal 1935 wurde zum ersten Mal ein nationaler Pokalwettbewerb im deutschen Fußball ausgetragen. Er wurde nach dem damaligen Reichssportführer und Pokalstifter Hans von Tschammer und Osten benannt. Für Spiele, die auch nach Verlängerung unentschieden endeten, wurde ein Wiederholungsspiel angesetzt.
Zwischen dem 6. Januar und dem Finale am 8. Dezember 1935 nahmen insgesamt etwa 4100 Mannschaften von der Kreisklasse bis zur Gauliga am ersten Wettbewerb teil. In der 1. Runde spielten nur die 2.952 Kreisklasse-Mannschaften gegeneinander. Die Sieger trafen in der 2. Runde auf die etwa 1000 Mannschaften aus den Bezirksklassen. Die erste von drei Hauptrunden begann am 11. Mai mit vier regionalen Gaugruppen unter erstmaliger Beteiligung der Gauligisten, wobei die Gaumeister ein Freilos erhielten. Die ersten deutschlandweiten Paarungen begannen am 1. September mit der 1. Schlussrunde.
Erster Pokalsieger wurde im Düsseldorfer Rheinstadion der 1. FC Nürnberg, der sich gegen den FC Schalke 04 mit 2:0 durchsetzen konnte.

## Teilnehmende Mannschaften
Für die 1. Schlussrunde waren folgende Mannschaften qualifiziert:
- a: die 16 Gauligen-Meister der Saison 1934/35

| Gauliga       | Verein                       |                    | Gauliga             | Verein       |
| ------------- | ---------------------------- | ------------------ | ------------------- | ------------ |
| Ostpreußen    | Yorck Boyen Insterburg       |                    | Pommern             | Stettiner SC |
| Nordmark      | Eimsbütteler TV              | Berlin-Brandenburg | Hertha BSC          |              |
| Niedersachsen | Hannover 96                  | Mitte              | 1. SV Jena          |              |
| Westfalen     | FC Schalke 04                | Niederrhein        | VfL Benrath         |              |
| Mittelrhein   | VfR Köln 04 rrh.             | Hessen             | 1. Hanauer FC 93    |              |
| Schlesien     | Vorwärts-Rasensport Gleiwitz | Sachsen            | Polizei SV Chemnitz |              |
| Südwest       | FC Phönix Ludwigshafen       | Baden              | VfR Mannheim        |              |
| Württemberg   | VfB Stuttgart                | Bayern             | SpVgg Fürth         |              |

- b: die 48 aus den Pokalspielen auf regionaler Ebene qualifizierten Vereine

| Gaugruppe                                             | Verein |  | Gaugruppe                                        | Verein |
| ----------------------------------------------------- | --- |  | ------------------------------------------------ | --- |
| Ostpreußen / Berlin-Brandenburg / Schlesien / Sachsen | VfB Königsberg Sportvgg. Masovia Lyck Tilsiter SC Reichsbahn SV Berlin Berolina-LSC Berlin SC Minerva 93 Berlin Breslauer FV 06 SC Vorwärts Breslau SV Klettendorf VfB Leipzig Dresdner Sportfreunde 01 Elsterberger BC BC Hartha |  | Pommern / Nordmark / Niedersachsen / Westfalen / | SpVgg Nordring Stettin Hamburger SV SC Victoria Hamburg Hamburg Eimsbütteler BC Holstein Kiel Werder Bremen Eintracht Braunschweig SVG Göttingen 07 Sportring 33 Gevelsberg Union Recklinghausen SpVgg Herten |
| Mitte / Hessen / Württemberg / Bayern                 | VfL Bitterfeld SV Merseburg 99 SV 08 Steinach Germania Fulda SV 06 Kassel-Rothenditmold SV 1898 Feuerbach Ulmer FV 1894 Eintracht Windecken BC Augsburg FC Bayern München 1. FC Nürnberg 1. FC Schweinfurt 05                     |  | Niederrhein / Mittelrhein / Südwest / Baden      | Fortuna Düsseldorf SF Hamborn 07 Kölner SC 1899 Kölner CfR FC Egelsbach VfL Homburg Freiburger FC SG Eintracht Kreuznach Wormatia Worms VfB Bretten Karlsruher FV SV Waldhof Mannheim                         |

## 1. Schlussrunde
(1. September 1935), außer Bad Kreuznach; Waldhof am 18. August 1935
- Quelle Libero Nr. D14 1996 (4.Quartal, Seite 11)

|                              | Ergebnis             |                         | Ort, Stadion                           |
| ---------------------------- | -------------------- | ----------------------- | -------------------------------------- |
| Eintracht Bad Kreuznach      | 1:6 (1:2)            | SV Waldhof Mannheim     | Bad Kreuznach, Eintracht-Platz         |
| Sportvgg. Masovia Lyck       | 7:3 (5:2)            | Tilsiter SC             | Lyck, Masovia-Platz                    |
| Stettiner SC                 | 0:1 (0:1)            | SC Minerva Berlin       | Stettin, SSC-Platz                     |
| Vorwärts-Rasensport Gleiwitz | 9:1 (4:0)            | Breslauer FV 06         | Gleiwitz, Sportplatz im Wilhelmspark   |
| SC Vorwärts Breslau          | 3:1 (2:0)            | BC Hartha               | Breslau, Vorwärts-Platz                |
| Dresdner Sportfreunde        | 6:1 (2:1)            | SV Klettendorf          | Dresden, Sportfreunde-Platz            |
| SVG Göttingen 07             | 1:5 (0:3)            | FC Schalke 04           | Göttingen, Platz der Vereinigung       |
| Union Recklinghausen         | 0:5 (0:2)            | VfL Benrath             | Recklinghausen, Platz von Union        |
| Sportring Gevelsberg         | 2:5 (0:2)            | VfR Köln 04 rrh.        | Gevelsberg, Sportring-Platz            |
| SV Hamborn 07                | 1:2 (0:1)            | SpVgg Herten            | Hamborn, Hamborner Stadion             |
| Fortuna Düsseldorf           | 5:0 (3:0)            | Kölner SC 1899          | Düsseldorf, Fortuna-Platz              |
| Kölner CfR                   | 3:4 n. V. (3:3, 1:3) | Hannover 96             | Köln, Platz an der Amsterdamer Straße  |
| FC Hanau 93                  | 5:1 (1:1)            | Eintracht Windecken     | Hanau, Platz des FC                    |
| Spielverein 06 Kassel        | 2:1 (1:0)            | FC Phönix Ludwigshafen  | Kassel, SV-Platz                       |
| Elsterberger BC              | 4:4 n. V. (4:4, 1:2) | 1. SV Jena              | Elsterberg, BC-Platz                   |
| VfB Leipzig                  | 1:2 (0:1)            | 1. FC Nürnberg          | Leipzig, VfB-Stadion                   |
| VfL Bitterfeld               | 1:2 n. V. (1:1, 1:1) | Hertha Berliner SC      | Bitterfeld, VfL-Platz                  |
| SV Merseburg                 | 2:4 (0:1)            | Polizei SV Chemnitz     | Merseburg, SV-Platz                    |
| Kieler SV Holstein           | 7:1 (2:0)            | SpVgg Nordring Stettin  | Kiel, Holstein-Platz                   |
| SC Victoria Hamburg          | 1:2 (0:0)            | Berolina-LSC Berlin     | Hamburg, Victoria-Stadion Hoheluft     |
| Eimsbütteler TV              | 7:0 (2:0)            | Hamburg-Eimsbütteler BC | Lokstedt, Platz des ETV                |
| Eintracht Braunschweig       | 6:3 (2:1)            | Reichsbahn SV Berlin    | Braunschweig, Leu-Platz                |
| Werder Bremen                | 4:5 (3:2)            | Hamburger SV            | Bremen, Weserstadion                   |
| Fuldaer SV Germania          | 1:5 (0:4)            | SpVgg Fürth             | Fulda, Germania-Platz                  |
| Wormatia Worms               | 3:0 (2:0)            | FC Egelsbach            | Worms, Adolf-Hitler-Stadion            |
| VfR Mannheim                 | 7:3 (2:1)            | FV Homburg              | Mannheim, VfR-Platz an den Brauereien  |
| VfB Bretten                  | 1:3 (1:1)            | Freiburger FC           | Bretten, Platz des VfB                 |
| Karlsruher FV                | 0:1 (0:0)            | SV 1898 Feuerbach       | Karlsruhe, KFV-Platz                   |
| VfB Stuttgart                | 3:4 n. V. (3:3, 0:1) | BC Augsburg             | Stuttgart, VfB-Platz Cannstatter Wasen |
| 1. FC Schweinfurt 05         | 4:0 (1:0)            | SV 08 Steinach          | Schweinfurt, Platz des 1. FC           |
| Ulmer FV 1894                | 5:4 n. V. (4:4, 1:1) | FC Bayern München       | Ulm, Platz des FV                      |
| VfB Königsberg               | Freilos              |                         |                                        |

### Wiederholungsspiel
(8. September 1935)
|            | Ergebnis  |                 | Ort, Stadion          |
| ---------- | --------- | --------------- | --------------------- |
| 1. SV Jena | 4:2 (1:1) | Elsterberger BC | Jena, Platz des 1. SV |

## 2. Schlussrunde
(22. September 1935)
|                        | Ergebnis  |                              | Ort, Stadion                               |
| ---------------------- | --------- | ---------------------------- | ------------------------------------------ |
| VfB Königsberg         | 0:1 (0:0) | Sportvgg. Masovia Lyck       | Königsberg, VfB-Platz Maraunenhof          |
| Berolina-LSC Berlin    | 3:2 (1:1) | Vorwärts Rasensport Gleiwitz | Berlin, Platz von Berolina-LSC             |
| SC Vorwärts Breslau    | 2:4 (0:3) | SC Minerva Berlin            | Breslau, Vorwärts-Platz                    |
| Dresdner Sportfreunde  | 1:0 (1:0) | Hertha Berliner SC           | Dresden, Sportfreunde-Platz                |
| PSV Chemnitz           | 4:2 (2:2) | 1. FC Schweinfurt 05         | Chemnitz, PSV-Platz                        |
| Hamburger SV           | 1:4 (0:1) | Fortuna Düsseldorf           | Hamburg, Stadion an der Rothenbaumchaussee |
| Eintracht Braunschweig | 7:0 (2:0) | 1. SV Jena                   | Braunschweig, Eintracht-Platz              |
| Hannover 96            | 4:3 (0:3) | Kieler SV Holstein           | Hannover, Arminia-Platz                    |
| FC Schalke 04          | 8:0 (4:0) | Spielverein Kassel 06        | Gelsenkirchen, Glückauf-Kampfbahn          |
| SpVgg. Herten          | 1:4 (0:1) | FC Hanau 93                  | Herten, Katzenbusch                        |
| VfL Benrath            | 5:3 (2:1) | Eimsbütteler TV              | Benrath, Platz des VfL                     |
| VfR Köln               | 0:2 (0:0) | SpVgg Fürth                  | Köln, Stadion Höhenberg                    |
| SV Waldhof Mannheim    | 5:1 (3:0) | Wormatia Worms               | Mannheim, Waldhof-Platz                    |
| Freiburger FC          | 3:0 (0:0) | SV 1898 Feuerbach            | Freiburg im Breisgau, FFC-Platz            |
| BC Augsburg            | 2:3 (0:0) | VfR Mannheim                 | Augsburg, BC-Platz                         |
| 1. FC Nürnberg         | 8:0 (5:0) | Ulmer FV 1894                | Nürnberg, Zabo                             |

## Achtelfinale
(27. Oktober 1935, das Spiel Mannheim – Benrath am 3. November)
|                       | Ergebnis  |                        | Ort, Stadion                      |
| --------------------- | --------- | ---------------------- | --------------------------------- |
| SC Minerva Berlin     | 4:2 (2:1) | Eintracht Braunschweig | Berlin, Poststadion               |
| Dresdner Sportfreunde | 2:1 (1:1) | Sportvgg. Masovia Lyck | Dresden, Sportfreunde-Platz       |
| PSV Chemnitz          | 1:3 (1:3) | 1. FC Nürnberg         | Chemnitz, PSV-Platz               |
| Hannover 96           | 2:6 (1:3) | FC Schalke 04          | Hannover, Hindenburg-Kampfbahn    |
| Fortuna Düsseldorf    | 0:3 (0:3) | SV Waldhof Mannheim    | Düsseldorf, Fortuna-Platz         |
| FC Hanau 93           | 5:1 (2:1) | Berolina-LSC Berlin    | Hanau, Platz des 1. FC 1893       |
| SpVgg Fürth           | 2:3 (0:0) | Freiburger FC          | Fürth, Ronhof                     |
| VfR Mannheim          | 2:3 (0:0) | VfL Benrath            | Mannheim, Platz an den Brauereien |

## Viertelfinale
(10. November 1935)
|                     | Ergebnis  |                       | Ort, Stadion                    |
| ------------------- | --------- | --------------------- | ------------------------------- |
| VfL Benrath         | 1:4 (0:1) | FC Schalke 04         | Düsseldorf, Rheinstadion        |
| SV Waldhof Mannheim | 1:0 (1:0) | Dresdner Sportfreunde | Mannheim, Mannheimer Stadion    |
| Freiburger FC       | 2:1 (0:0) | FC Hanau 93           | Freiburg im Breisgau, FFC-Platz |
| 1. FC Nürnberg      | 4:1 (3:0) | SC Minerva Berlin     | Nürnberg, Städtisches Stadion   |

## Halbfinale
(24. November 1935)
|                | Ergebnis  |                     | Ort, Stadion                  |
| -------------- | --------- | ------------------- | ----------------------------- |
| FC Schalke 04  | 6:2 (3:1) | Freiburger FC       | Dortmund, Rote Erde           |
| 1. FC Nürnberg | 1:0 (0:0) | SV Waldhof Mannheim | Nürnberg, Städtisches Stadion |

## Finale
| 1. FC Nürnberg | 1. FC Nürnberg | FC Schalke 04 | FC Schalke 04 |
| --- | --- | --- | ------------- |
| 1. FC Nürnberg | \| Sonntag, 8. Dezember 1935 in Düsseldorf (Rheinstadion) \| \| Ergebnis: 2:0 (0:0) \| \| Zuschauer: 60.000 \| \| Schiedsrichter: Alfred Birlem (Berlin) 00000Spielbericht Bei windigem Regen- und Schneewetter trafen die damals populärsten deutschen Fußballmannschaften aufeinander. Der FC Schalke 04 war vor einem halben Jahr zum zweiten Mal Deutscher Meister geworden, der 1. FC Nürnberg war bereits fünfmaliger Meister. In der abgelaufenen Meisterschaft hatten die Nürnberger die Endrunde verpasst, sodass die Schalker als Favorit in das Spiel gingen. Sie hatten allerdings das Handicap zu tragen, dass ihr Spielmacher Fritz Szepan geschwächt in das Spiel ging, da er sich vor vier Tagen beim Länderspiel gegen England völlig verausgabt hatte. Ohne Szepan in Normalform gelang es Schalke nicht, sein System des berühmten Schalker Kreisels durchzusetzen. Stattdessen bestimmten die Nürnberger den Spielfluss und gingen in der 46. Minute in Führung, als der Nürnberger Halbrechte Eiberger aus einem Gewühl vor dem Schalker Tor aus fünf Metern Entfernung den Ball einschoss. Zwar setzten die Schalker danach zu einem Sturmlauf auf das Nürnberger Tor an, aber sie konnten weiterhin nicht ihr gewohntes Kombinationsspiel vortragen und erspielten sich keine zwingenden Chancen. Ihr Spiel war zerfahren und zusammenhanglos. In den letzten fünf Spielminuten hatten die Westdeutschen trotzdem mehrere gute Tormöglichkeiten, sodass die Nürnberger Oehm und Munkert Schalker Schüsse auf der Torlinie abwehren mussten. Doch obwohl der FCN aufgrund einer Verletzung von Schmitt praktisch nur noch mit neun Feldspielern agierte, gelang dem Nürnberger Friedel kurz vor Schluss das entscheidende Tor zum 2:0-Sieg. \| | \| Sonntag, 8. Dezember 1935 in Düsseldorf (Rheinstadion) \| \| Ergebnis: 2:0 (0:0) \| \| Zuschauer: 60.000 \| \| Schiedsrichter: Alfred Birlem (Berlin) 00000Spielbericht Bei windigem Regen- und Schneewetter trafen die damals populärsten deutschen Fußballmannschaften aufeinander. Der FC Schalke 04 war vor einem halben Jahr zum zweiten Mal Deutscher Meister geworden, der 1. FC Nürnberg war bereits fünfmaliger Meister. In der abgelaufenen Meisterschaft hatten die Nürnberger die Endrunde verpasst, sodass die Schalker als Favorit in das Spiel gingen. Sie hatten allerdings das Handicap zu tragen, dass ihr Spielmacher Fritz Szepan geschwächt in das Spiel ging, da er sich vor vier Tagen beim Länderspiel gegen England völlig verausgabt hatte. Ohne Szepan in Normalform gelang es Schalke nicht, sein System des berühmten Schalker Kreisels durchzusetzen. Stattdessen bestimmten die Nürnberger den Spielfluss und gingen in der 46. Minute in Führung, als der Nürnberger Halbrechte Eiberger aus einem Gewühl vor dem Schalker Tor aus fünf Metern Entfernung den Ball einschoss. Zwar setzten die Schalker danach zu einem Sturmlauf auf das Nürnberger Tor an, aber sie konnten weiterhin nicht ihr gewohntes Kombinationsspiel vortragen und erspielten sich keine zwingenden Chancen. Ihr Spiel war zerfahren und zusammenhanglos. In den letzten fünf Spielminuten hatten die Westdeutschen trotzdem mehrere gute Tormöglichkeiten, sodass die Nürnberger Oehm und Munkert Schalker Schüsse auf der Torlinie abwehren mussten. Doch obwohl der FCN aufgrund einer Verletzung von Schmitt praktisch nur noch mit neun Feldspielern agierte, gelang dem Nürnberger Friedel kurz vor Schluss das entscheidende Tor zum 2:0-Sieg. \| | FC Schalke 04 |
| 1. FC Nürnberg | Georg Köhl; Willi Billmann, Andreas Munkert; Hans Uebelein I, Heinz Carolin, Richard Oehm; Karl Gußner, Max Eiberger, Georg Friedel, Josef Schmitt , Willi Spieß Cheftrainer: Richard Michalke | Hermann Mellage; Hans Bornemann, Otto Schweisfurth; Otto Tibulsky, Hermann Nattkämper, Rudolf Gellesch; Ernst Kalwitzki, Fritz Szepan, Ernst Poertgen, Ernst Kuzorra , Adolf Urban Cheftrainer: Hans Schmidt | FC Schalke 04 |
| 1. FC Nürnberg | 1:0 Eiberger (46.) 2:0 Friedel (84.) | | FC Schalke 04 |
| Sonntag, 8. Dezember 1935 in Düsseldorf (Rheinstadion) | | |               |
| Ergebnis: 2:0 (0:0) | | |               |
| Zuschauer: 60.000 | | |               |
| Schiedsrichter: Alfred Birlem (Berlin) 00000Spielbericht Bei windigem Regen- und Schneewetter trafen die damals populärsten deutschen Fußballmannschaften aufeinander. Der FC Schalke 04 war vor einem halben Jahr zum zweiten Mal Deutscher Meister geworden, der 1. FC Nürnberg war bereits fünfmaliger Meister. In der abgelaufenen Meisterschaft hatten die Nürnberger die Endrunde verpasst, sodass die Schalker als Favorit in das Spiel gingen. Sie hatten allerdings das Handicap zu tragen, dass ihr Spielmacher Fritz Szepan geschwächt in das Spiel ging, da er sich vor vier Tagen beim Länderspiel gegen England völlig verausgabt hatte. Ohne Szepan in Normalform gelang es Schalke nicht, sein System des berühmten Schalker Kreisels durchzusetzen. Stattdessen bestimmten die Nürnberger den Spielfluss und gingen in der 46. Minute in Führung, als der Nürnberger Halbrechte Eiberger aus einem Gewühl vor dem Schalker Tor aus fünf Metern Entfernung den Ball einschoss. Zwar setzten die Schalker danach zu einem Sturmlauf auf das Nürnberger Tor an, aber sie konnten weiterhin nicht ihr gewohntes Kombinationsspiel vortragen und erspielten sich keine zwingenden Chancen. Ihr Spiel war zerfahren und zusammenhanglos. In den letzten fünf Spielminuten hatten die Westdeutschen trotzdem mehrere gute Tormöglichkeiten, sodass die Nürnberger Oehm und Munkert Schalker Schüsse auf der Torlinie abwehren mussten. Doch obwohl der FCN aufgrund einer Verletzung von Schmitt praktisch nur noch mit neun Feldspielern agierte, gelang dem Nürnberger Friedel kurz vor Schluss das entscheidende Tor zum 2:0-Sieg. | | |               |

## Erfolgreichste Torschützen
(1. Schlussrunde bis Finale)
| Spieler         | Verein         | Tore |
| --------------- | -------------- | ---- |
| Ernst Kuzorra   | FC Schalke 04  | 9    |
| Ernst Kalwitzki | FC Schalke 04  | 6    |
| Ernst Poertgen  | FC Schalke 04  | 6    |
| Emil Leupold    | SpVgg Fürth    | 6    |
| Kurt Langenbein | VfR Mannheim   | 6    |
| Max Eiberger    | 1. FC Nürnberg | 6    |
| Georg Friedel   | 1. FC Nürnberg | 6    |